# Justin Lazard
Justin Lazard (ur. 30 listopada 1967 w Nowym Jorku) – amerykański aktor i producent filmowy i telewizyjny, model.

## Życiorys
Urodził się w Nowym Jorku jako syn Julie Thayer, artystki fotograf, i Sidneya Lazarda, korespondenta zagranicznego. Dorastał w stanie Connecticut wraz z bratem Markiem, który został producentem filmowym, i siostrą Sashę - zawodową piosenkarkę. W 1974 przebywał wraz z rodziną w Paryżu, gdzie jego ojciec był sprawozdawcą dla wiadomości ABC. Po ukończeniu Emory University w Atlancie, w stanie Georgia, studiował aktorstwo na Uniwersytecie Nowego Jorku.
Zadebiutował na kinowym ekranie w komediodramacie Spike z Bensonhurst (Spike of Bensonhurst, 1988) u boku Ernesta Borgnine i Talisy Soto. W 1988 rozpoczął karierę jako model reklamujący bieliznę Calvina Kleina. Pojawiał się także w reklamach telewizyjnych. Niebawem wystąpił w trzech odcinkach serialu NBC Policjanci z Miami (Miami Vice, 1988, 1989). Potem zagrał w niezależnym dramacie Dzień w Los Angeles (A Smile in the Dark, 1991), filmie sensacyjnym Rajdowcy w akcji (Born to Ride, 1991), dreszczowcu Finałowy uścisk (Final Embrace, 1992, dramacie Marilyn, moja miłość (Marilyn, My Love, 1994), niezależnym filmie sensacyjnym Szalony Joe (Dead Center, 1994) oraz filmie niezależnym Śmiertelna dziewczyna (Dead Girl, 1996) z Teri Hatcher i Valem Kilmerem.
W filmie Gatunek 2 (1998) zagrał astronautę Patricka Rossa, który powraca na Ziemię po udanej wyprawie na Marsa. W Uniwersalnym Żołnierzu: Powrót (Universal Soldier: The Return, 1999) u boku Jeana-Claude’a Van Damme’a wystąpił jako kapitan Blackburn.
Na małym ekranie można go było zobaczyć w operach mydlanych CBS: Uśmiech losu (Second Chances, 1993-94) w roli Kevina Cooka oraz Central Park West (1995–1996) jako Gil Chase.
W życiu prywatnym był związany z Christiną Greeven i Rosjanką Ines Missan (1990−1995).